# Saison 2 de Cosmos 1999
Saison 1 de Cosmos 1999 —
Cette page présente la liste des épisodes de la seconde saison de la série télévisée Cosmos 1999.
Les épisodes sont listés ci-dessous selon leur ordre de présentation dans le coffret des épisodes vendu dans le commerce en langue française. Outre qu'il s'agit de la présentation officielle des épisodes pour le public, le choix a été fait de ne pas retenir l'ordre de production ou de tournage des épisodes ni l'ordre de première diffusion sur le réseau télévisé américain, dans la mesure où ces dates de production ou de diffusion ont été faits de manière erratique et avec peu de logique.

## Différences avec la saison 1
La saison 2 comporte plusieurs différences évidentes avec la saison qui l'a précédée :
- le professeur Victor Bergmann et l'ingénieur en chef Paul Morrow ne figurent plus dans les épisodes comme personnages récurrents, sans que leurs absences soient expliquées ;
- Sandra Benes (Zienia Merton) est beaucoup moins présente dans les épisodes ; elle est la plupart du temps remplacée par Yasko (Yasuko Nagazumi) ;
- une jeune femme extraterrestre, Maya, et Tony Verdeschi, un jeune scientifique, rejoignent, avec John Koenig, Helena Russel et Alan Carter, les personnages récurrents de la série ;
- le poste de commandement de la base lunaire a été modifié : il est plus petit, contient moins de personnages et comprend de nombreux ordinateurs aux boutons clignotants ;
- les habits de certains personnages ont été révisés ; à l'exception du commandant, les Alphans portent une petite photo d'identité sur leur torse.

## Distribution
Nouveaux acteurs dans la saison 2 :
- Catherine Schell (VF : Élizabeth Lesieur) : Maya (officier scientifique) ;
- Tony Anholt ( VF : Daniel Roussel) : Tony Verdeschi (adjoint de John Koenig) ;
- Yasuko Nagazumi : Yasko (officier scientifique en second) ;
- Jeffery Kissoon : Dr Ben Vincent (médecin en second, adjoint d'Helena Russell) ;
- John Hug : Bill Fraser (pilote).

## Liste des épisodes

### Épisode 1:La Métamorphose
- Titre original : The Metamorph
- Date de première diffusion : 4 septembre 1976

### Épisode 2:Les Exilés
- Titre original : The Exiles
- Date de première diffusion : 11 septembre 1976
- Résumé : De petits vaisseaux ressemblant à des sarcophages se dirigent vers la Lune puis se mettent en orbite autour d'elle. Un Aigle est envoyé pour récupérer deux d'entre eux. De retour à la base, le premier vaisseau est ouvert : à l'intérieur se trouve un humain en état de biostase. Il est réveillé de son état d'hibernation et déclare se nommer Kantar et être en état d'hibernation depuis 300 ans. Il demande que le second sarcophage soit ouvert : il contient sa femme Zova. Celle-ci aussi est « réveillée ». Les Alphans accueillent les deux inconnus, mais Koenig est mis face à un choix difficile : Kantar lui explique que les cinquante autres sarcophages vont tomber sur la Lune, dont la force de gravitation est très faible et que ses cinquante camarades vont être tués, à moins que la base Alpha ne les recueille. Koenig s'y oppose fermement : la Lune a des ressources limitées en nourriture, eau et oxygène et ne pourrait pas accueillir une cinquantaine de passagers en plus. Pour forcer Koenig à réveiller ses autres compagnons, Kantar et Zova trafiquent l'ordinateur central, kidnappent Helena et Tony, pour les entraîner, par leurs pouvoirs psychiques, sur une planète éloignée. On découvre alors que Kantar et Zova étaient des « exilés », condamnés au bannissement perpétuel pour leurs activités séditieuses sur leur planète. De retour sur la planète, ils discutent avec la dirigeante suprême, Mirella, et lui demandent d'annoncer à toute la population qu’ils sont de retour…

### Épisode 3:Humain, ne serait-ce qu'un moment
- Titre original : One Moment of Humanity
- Date de première diffusion : 25 septembre 1976
- Résumé : Sur Vega, les androïdes ont pris le pouvoir sur l'homme. Mais ils ignorent les émotions humaines telles que la peur, la colère, l'amour. Afin de connaître ces émotions et de devenir de vrais humains, ils ont besoin d'Helena et de Tony. Dans une première phase, par l'intermédiaire de Zamara, une androïde, ils tentent de manipuler Helena et Tony pour que ces derniers croient que l’autre veut le tuer. Mais les deux Alphans déjouent ce plan. Les androïdes, se basant sur la pièce Othello de Shakespeare, espèrent alors manipuler les Alphans en jouant sur la jalousie respective de Koenig à l'égard d'Helena et de Tony à l'égard de Maya, afin obtenir l'explosion de violence qu'ils attendent. Pendant qu'Helena est hypnotisée et qu'un androïde nommé Zarl courtise Helena sous les yeux de Koenig, Maya explore la base androïde, pénètre dans la salle de l'ordinateur central, puis revient dire à Koenig que celui-ci possède un dispositif d’auto-défense qui peut faire exploser la planète si l’on tente de le déconnecter. C’est le moment où l’androïde Zarl s’apprête à embrasser Helena. Koenig se précipite sur lui et lui assène un violent coup de poing. Puisqu’il a ainsi appris la violence, Zamara ordonne à Zarl de tuer Koenig. Helena s’interpose lui disant qu’il n’est plus comme les autres puisqu’il a ressenti de l’amour et de la compassion. Zarl embrasse la main d’Helena : il est devenu humain grâce à ses émotions. Il se dissocie ainsi des autres et brise la chaîne qui relie les androïdes les uns aux autres pour former un tout. L’ordinateur central s’éteint et les androïdes se figent. Zarl reste malgré tout un androïde qui a besoin des autres pour vivre et se déconnecte à son tour.
- Remarque : Sandra Benes a été vue fugitivement dans l'épisode et est créditée au générique ; elle n'apparaîtra plus dans les épisodes 4 à 10.
- Article connexe : Astérix et les Normands : bande dessinée dans laquelle des Normands souhaitent connaître le sentiment de peur et arrivent en Gaule dans ce but.

### Épisode 4:Tout ce qui luit
- Titre original : All That Glisters
- Date de première diffusion : 28 octobre 1976
- Résumé : Sur une nouvelle planète croisée pas les Alphans, on espère récupérer un métal rare et précieux. L'expédition, composée de Koenig, Russel, Tony, Maya et un expert en minéraux, découvre un gisement de minerai. Néanmoins ce minerai montre à l'examen microscopique diverses propriétés étranges et inattendues, et les Alphans en viennent à se demander s'il n'aurait pas une forme de vie. Tony tombe dans le coma, apparemment sous l'influence directe du minerai. Au fur et à mesure de leur examen, les Alphans découvrent que ce minerai est intelligent et a un but : absorber de l'eau, élément indispensable à sa survie. En effet, l'eau liquide n'existe plus sur la planète. Les Alphans quittent la planète et répandent des produits chimiques qui font pleuvoir sur une vaste zone.
- Remarque : Il s'agit du seul épisode dont aucune scène n'est tournée sur la base lunaire.

### Épisode 5:En route vers l'infini
- Titre original : Journey to Where
- Date de première diffusion : 18 septembre 1976

### Épisode 6:Taybor, le commerçant
- Titre original : The Taybor
- Date de première diffusion : 4 novembre 1976
- Résumé : Des artefacts mystérieux font leur apparition sur la base, blessant deux Alphans. Ceux-ci guérissent vite. Ce sont des envois d'un marchand interstellaire qui dit s'appeler Taybor. Koenig et ses compagnons font la connaissance de cette personne obèse et truculente. Interrogé par Koenig sur la propulsion de son vaisseau spatial, Taybor répond que le vaisseau est mû par un moteur hyperspatial dont il ignore précisément le mécanisme. Le vaisseau peut se téléporter en n'importe quel endroit de l’univers, du moment que l'on connaît les coordonnées du point de départ et celles du point de destination. Koenig demande à Taybor s'il accepterait de téléporter les Alphans sur la Terre, en contrepartie de quoi Taybor deviendrait le propriétaire de la base lunaire et de tout son contenu. Taybor ne veut pas de la base lunaire et indique à Koenig le prix qu'il veut recevoir : Maya. Avide d'objets rares et précieux, Taybor estime que Maya est une personne exceptionnelle qui fera honneur à sa collection. Koenig refuse fermement la demande. Taybor organise alors une vente d'artefacts au sein de la base. Cette vente est un succès. Taybor emmène avec lui Maya qu'il a hypnotisée avec un collier neuronal. Alors qu'il s'apprête à partir dans l'hyperespace, il révèle aux Alphans l'enlèvement de Maya et rit de les voir furieux. Koenig interpelle Maya et lui dit que Taybor n’aime que ce qui est beau et précieux. Maya comprend le sous-entendu et se transforme en femme moche et mégère. Révulsé par cette hideur, Taybor expédie Maya sur la base lunaire et disparaît dans l'espace, non sans avoir récupéré la totalité des artefacts qu'il avait vendus aux Alphans.

### Épisode 7:Les Directives de Luton
- Titre original : The Rules of Luton (approximativement : « Les règles du jeu de Luton »)
- Date de première diffusion : 23 octobre 1976
- Résumé : Lors de l'exploration d'une planète contenant une atmosphère respirable, John Koenig, Tony Verdeschi et Maya sont à bord d'un Aigle, qui soudain connaît une panne mécanique. Koenig demande à Tony de le déposer avec Maya sur la planète tandis que Tony retourne à la base pour changer d'Aigle. Sur la planète, alors que Maya vient de cueillir une fleur et que Koenig vient de manger un fruit, les deux Alphans entendent une Voix leur annoncer qu'ils sont sur la planète Luton, qu'ils sont considérés comme « assassins » de vie végétale et qu'ils vont être mis en concurrence, dans un combat pour la vie, avec trois extraterrestres : les vainqueurs auront la vie sauve. La totalité de l'épisode raconte la manière dont John et Maya font face à ce défi. Ils mettent hors d'état de nuire les extraterrestres les uns après les autres : l'un meurt par noyade, le deuxième écrasé par un rocher, le troisième est à la merci de Koenig. Maya s'est transformée à cinq reprises : trois fois en faucon crécerelle, une fois en lion, une fois en chien. À la fin de l'épisode, alors que le dernier extraterrestre a son sort entre ses mains, Koenig refuse à l'injonction de la Voix de le mettre à mort. Les mystérieux arbitres de Luton leur laissent la vie sauve : un Aigle piloté par Tony se pose et les ramène à la base lunaire.
- Remarques :
  - Cet épisode évoque la nouvelle de Fredric Brown, Arène (Arena), et de son adaptation dans les années 1960 dans la série Star Trek : Arena (Star Trek).
  - À un moment, Koenig et Maya discutent de leurs planètes et de leurs vies respectives. On apprend qu'« en 1987 », une grande guerre a eu lieu sur Terre, et qu'une « nouvelle civilisation » a vu le jour à l'issue de celle-ci. On apprend aussi que Koenig a été marié, que sa femme est morte et qu'elle ressemblait à Helena Russell.

### Épisode 8:La Planète Archanon
- Titre original : The Mark of Archanon
- Date de première diffusion : 16 octobre 1976
- Résumé : À la recherche de minerai dans les sous-sols de la Lune, Alan Carter et son assistant découvrent une cellule de biostase contenant deux personnes. Les deux personnes sont ramenées à la conscience : il s'agit de Pask et de son fils Étrek, descendants de la planète Archanon. Les Archaniens avaient jadis visité la planète Terre, avec un message de paix. Pendant ce temps, Koenig et Maya sont loin d'ici, dans un Aigle, en reconnaissance près d'une zone de météorites. Au fur et à mesure que l'épisode a lieu, on se rend compte que Pask est atteint d'une maladie mentale qui le rend psychopathe et agressif. Alan découvre, par l’examen d'un engin électronique trouvé dans la cellule de biostase, que Pask et Étrek, comme tous les mâles de la planète Archanon, sont atteints d'une terrible maladie qui rend fou, et qu'ils ont été placés en hibernation dans l'attente de la découverte d'un médicament ou d'une technique de guérison. Une bagarre a lieu entre les extraterrestres et les Alphans. Étrek se range du côté des humains, tandis que Pask prend en otage le Dr Russell. Il vole un Aigle et demande qu'Étrek le rejoigne. Celui-ci refuse. Helena explique à Pask qu'on peut le guérir de sa maladie par une transfusion sanguine : le sang d'Étrek, préalablement régénéré, lui sera transmis, et/ou vice-versa. Pask accepte la proposition mais demande à donner son sang. Son sang est donc purifié et transmis à Étrek par voie intraveineuse. Mais la perte de sang d'un Archanien entraîne la mort, ce que savait Pask, qui s'est dévoué pour sauver son fils. Un vaisseau archanien arrive et Étrek quitte la base, guéri, avec les membres de sa planète.

### Épisode 9:Le Cerveau ordinateur
- Titre original : Brian the Brain
- Date de première diffusion : 2 octobre 1976
- Résumé : Un vaisseau spatial d'origine terrienne se dirige vers Alpha. À son bord, une entité qui parle la même langue que les Alphans, d'une voix joyeuse et truculente. Le vaisseau se pose sur une zone d'alunissage de la base. Koenig et plusieurs hommes visitent l'intérieur du vaisseau : aucun humain, mais un robot ayant la forme d'un quadrilatère avec roulettes, doté d'une tête au-dessus. Ce robot, qui se fait appeler Marcel (version française) et qui est doté d'un solide sens de l’humour, est le seul « survivant » d'une expédition spatiale qui a vu la mort des humains qui la menaient. Ils étaient partis de la terre en 1996. Marcel se trouve avoir un plan, donc il « kidnappe » John Koenig et Helena Russell et, au moyen d'un affreux chantage, oblige Koenig à aller récupérer du combustible nucléaire pour faire fonctionner son vaisseau spatial, et donc lui-même, éternellement. Koenig va visiter l'autre vaisseau  : il découvre que les humains sont morts par la faute du robot, qui ne pouvait pas supporter que les humains soient en train de construire un autre robot encore plus perfectionné que lui-même. Koenig comprend qu'ils sont face à un « robot tueur ». Finalement, après avoir usé d'un stratagème avec l'aide de Maya, les Alphans parviennent à éjecter le robot dans l'espace.

### Épisode 10:Une autre Terre
- Titre original : New Adam, New Eve
- Date de première diffusion : 9 octobre 1976
- Résumé : Les Alphans rencontrent un dénommé Magus qui se proclame « Créateur de l'espèce humaine » et qui invite les Alphans à venir s'installer sur une nouvelle planète, baptisée Nouvelle Terre. Koenig, Russel, Maya et Tony vont à la découverte de cette planète, effectivement habitable. Étrangement, Magus intime l'ordre aux Alphans de rester dans les limites d'un espace clos, une grande clairière, qu'il qualifie de "nouvel Éden". Il devient de plus en plus violent devant la méfiance et la désobéissance des quatre humains. Les aventuriers découvrent que la planète est peuplée de mutants. Magus semble disposer de grands pouvoirs, notamment en téléportation et en puissance énergétique, mais est-il pour autant un dieu ? Tony se pose même la question s'il ne s'agit pas de Jéhovah, le Dieu de la Bible. Les autres Alphans en doutent. Koenig remarque que Magus ne les rencontre que lorsqu'il y a du soleil, et jamais la nuit ou quand il fait sombre. Ses pouvoirs seraient-ils liés à la luminosité ? Dans une caverne, dont l'entrée est un trou dans le sol, se situant à proximité, les aventuriers installent des branchages sur l'ouverture pour l'occulter. Lorsque Magus arrive, ils parviennent à le faire tomber dans le trou dont ils obstruent l'ouverture. Magus étant privé de lumière, et donc de ses pouvoirs, la planète commence à se désintégrer. Les Alphans quittent la clairière dans laquelle ils étaient cantonnés et courent se réfugier dans l'Aigle transporteur. Ils quittent la planète au moment où celle-ci s'effondre sur elle-même et explose. Ils rentrent sains et saufs sur Alpha.

### Épisode 11:Catacombes de la Lune
- Titre original : Catacombs of the Moon
- Date de première diffusion : 25 novembre 1976
- Résumé : La Lune se dirige vers une mystérieuse source de chaleur et d'énergie qui augmente la température de l'air de la base. Pendant ce temps, le technicien Patrick Osgood a des visions de flammes et de destruction. En outre son épouse Michelle est en danger de mort : cardiaque, elle a besoin d'une transplantation d'organe d'urgence. Tandis que le commandant Koenig se dirige avec un coéquipier, dans un Aigle transporteur, en direction de la source de chaleur, Patrick Osgood se comporte de manière étrange. À la fin de l'épisode, le Dr Russel effectue avec son équipe médicale une transplantation cardiaque : Michelle est sauvée. Peu après, la source de chaleur modifie sa trajectoire, quitte cette zone de l'espace, si bien que la température sur Alpha retrouve son niveau normal.
- Remarque : l'épisode voit le retour au poste de commandement, pendant quelques secondes, de Sandra Benès (Zienia Merton). On n'avait plus aperçu le personnage depuis l'épisode 3.

### Épisode 12:Les Chrysalides AB
- Titre original : The AB Chrysalis
- Date de première diffusion : 18 novembre 1976
- Résumé : La Lune se dirige vers une planète dont les satellites naturels diffusent toutes les 12 heures un puissant champ électromagnétique qui endommage la base et qui risque, si cela continue, de l’anéantir. Koenig, Maya et Carter se rendent sur la planète. Ils y découvrent, au fond d'une galerie, des sphères robotisées qui protègent leurs maîtres. Ces derniers sont des extraterrestres humanoïdes en pleine régénération, enfermés dans des chrysalides et nourris dans une atmosphère chlorée. Mais ce nouveau cycle de vie entraîne une émission d'ondes de choc qui menacent la base Alpha. Koenig supplie trois Gardiens de ne pas émettre d'ondes électromagnétiques le temps que la Lune passe à proximité de la planète, mais deux des trois Gardiens refusent. Ils proposent néanmoins aux trois Alphans de rester vivre avec eux sur la planète. Koenig refuse fermement, préférant la mort à une existence lâche et solitaire. Les trois aventuriers quittent la planète et retournent sur Alpha, alors même que l'orage électromagnétique va sans doute détruire l'Aigle transporteur. Toutefois, la décharge électrique n'a aucun effet néfaste sur l'Aigle et épargne Alpha : les Gardiens, sensibles à la plaidoirie de Koenig, ont décidé de les épargner.

### Épisode 13:Le Secret de la caverne
- Titre original : Seed of Destruction
- Date de première diffusion : 11 novembre 1976
- Résumé : Un astéroïde étant détecté en train de croiser à proximité de la Lune, le commandant Koenig décide d'y envoyer une expédition, composée d'Alan Carter et de lui-même. Ils prennent un Aigle transporteur et se posent à la surface de l'astre. Ils découvrent l'entrée d'une caverne. Pendant que Carter reste à bord de l’Aigle pour y procéder à la réparation du stabilisateur de vol, Koenig pénètre seul dans la caverne. Il est assailli par une entité qui l'assomme et qui prend son apparence parfaite. Tandis que Koenig reste inconscient dans la caverne, l'entité qui a pris son apparence retourne au vaisseau et ordonne le retour à la base Alpha. Expliquant que l'astre a besoin d'énergie pour ne pas percuter la Lune, le faux commandant Koenig ordonne qu'un flux d'énergie soit envoyé depuis le générateur atomique de la base jusqu'à l'astéroïde. Les collègues de Koenig, en plein désarroi et ayant du mal à comprendre la finalité de ses ordres, se doutent que le « commandant Koenig » n'est pas dans son état normal. Allant le voir en tête-à-tête, Helena Russell est bouleversée par son comportement froid et inhumain, et lorsqu'elle lui touche sa main, elle est frappée par son absence de toute température. Tony, Maya, Alan et Helena organisent une expédition en direction de l'astéroïde, sans le dire au faux Koenig. Lorsque celui-ci se rend compte de l'envol de l’Aigle, il ordonne à Alan Carter de l'abattre avec le rayon laser de défense. Alan refuse, dans la mesure où l'Aigle transporte Tony et Maya, ce qui met le faux Koenig très en colère. Au moment où celui-ci est sur le point d'abattre lui-même l'Aigle, Helena trouve un argument de poids pour l'en empêcher, et il renonce à désintégrer l'Aigle. Tony et Maya se posent sur la surface de l'astéroïde et y retrouvent le vrai Koenig. Maya et Tony restent sur l'astéroïde pour trouver et détruire le noyau de l'ancienne civilisation qui absorbe l'énergie d'Alpha pour revivre, tandis que le vrai Koenig retourne sur Alpha pour y affronter son double. Un face-à-face tendu a lieu entre le faux Koenig, le vrai Koenig et les membres du poste de commandement. Très vite, ils peuvent déterminer qui est le vrai Koenig. Le faux Koenig est anéanti grâce à des hautes fréquences (il se transforme en bris de glace qui tombent au sol). Maya et Tony, qui avaient été faits prisonniers dans une cage de verre, sont libérés eux aussi grâce à ces hautes fréquences. L'entité qui se cachait dans l'astéroïde va bientôt mourir, faute d'énergie.

### Épisode 14:Le Nuage qui tue
- Titre original : The Beta Cloud
- Date de première diffusion : 16 décembre 1976
- Résumé : La Lune arrive à proximité d'un mystérieux nuage de gaz. Peu à peu, la plupart des Alphans tombent engourdis, puis dans une sorte de coma qui les empêche de travailler. Ainsi Koenig est frappé par ce mal et n'interviendra pas au cours de l'épisode. Seuls quelques Alphans sont épargnés, dont Sandra, Bill Fraser, Alan Carter, Tony et Maya. L'Aigle 6, envoyé vers le nuage pour y effectuer des prélèvements, revient à la base lunaire avec, à son bord, une créature provenant du nuage. Arrivée à la base, la créature ne peut pas être contenue et se met à détruire tout ce qu'elle trouve et à vouloir tuer tous les humains qu'elle rencontre. Une voix issue du nuage annonce aux Alphans que la créature va prendre leur générateur pour le ramener au nuage qui en a besoin pour survivre, et que toute résistance est vaine. Bill, Tony et Maya tentent à plusieurs reprises de la tuer, d'abord avec des armes laser (qui restent sans effet), puis dans un caisson dans lequel Tony a fait le vide. Sans résultats : la créature, quoique blessée, continuer à ravager la base. Peu après, Tony envoie des rayons laser sur le nuage, mais sans effet durable. Parallèlement, sur les directives de Sandra, Fraser construit une sorte de toile avec des câbles haut-voltage en travers d’un couloir afin de tuer le monstre. Après plusieurs tentatives, celui-ci parvient à passer et se dirige vers la salle du générateur. Maya réalise soudain que si les instruments n’avaient pas détecté de vie à bord d’Aigle 6 et que s'il résiste à toutes les attaques, c’est donc que ce monstre est un robot. Celui-ci parvient à prendre le générateur en assommant Fraser et en blessant Tony. La base est désormais en danger de mort, n’étant plus alimentée en énergie. Maya se transforme en insecte volant et réussit à rentrer à l’intérieur du robot par une oreille afin de détruire son centre de contrôle. À mesure que son centre de contrôle est détruit par Maya, le robot est désorganisé et le nuage rétrécit puis disparaît totalement quand le robot est mis hors d’état de nuire. Tony, bien que blessé, parvient à replacer le générateur dans son emplacement. À la fin de l'épisode, Tony se retrouve au centre médical de la base, alors que tous les autres Alphans en sont sortis.
- Remarque : Pour la première fois dans la saison 2, et alors qu'il se trouve en danger de mort, Tony avoue à Maya qu'il est amoureux d'elle. Maya ne lui cache pas qu'elle aussi éprouve des sentiments pour lui.

### Épisode 15:Déformation spatiale
- Titre original : Space Warp
- Date de première diffusion : 2 décembre 1976
- Résumé : L'épisode présente deux aventures distinctes.

La première aventure est celle du commandant Koenig qui, avec Tony comme coéquipier, est dans un Aigle transporteur dans l'espace. Par suite d'une déformation spatiale, la Lune pénètre dans un « corridor spatial » qui la propulse à cinq années-lumière de là. Le vaisseau de Koenig reste à sa position si bien que Koenig et Tony risquent de ne jamais pouvoir regagner la Lune. Ils aperçoivent un vaisseau extraterrestre. Ils y accostent et constatent que tous ses occupants sont disparus ou morts. Ils découvrent aussi des informations et données informatiques permettant de se rendre possesseurs du vaisseau et de le guider vers l'accès de la déformation spatiale. Avec ce vaisseau, ils pénètrent dans la déformation spatiale et peuvent rejoindre la Lune. 
La seconde aventure concerne les Alphans. À la suite de l’entrée dans la déformation spatiale, Maya se transforme en une créature monstrueuse et violente. Ses compagnons tentent de la maîtriser et parviennent à l'emmener au centre médical. Mais Maya, réveillée, s'échappe de l’infirmerie et déambule dans la base. Elle arrive au lieu d'entrepôt des Aigles et tente d'en voler un. Elle en est empêchée in extremis et est replacée à l'infirmerie. Alors que le vaisseau de Koenig et Tony arrive en approche, Maya retrouve sa lucidité et perd sa forme de créature agressive.

### Épisode 16:Une question d’équilibre
- Titre original : A Matter of Balance (le titre fait référence à la matière par opposition à l'antimatière)
- Date de première diffusion : 9 décembre 1976
- Distribution :
  - Lynne Frederick (Armelle)
- Résumé : Alors que la Lune arrive à proximité d'une planète apparemment habitable, une entité immatérielle se manifeste à Armelle, une jeune biologiste de la base. L'entité manipule Armelle de telle manière qu'elle fasse partie de l'expédition de reconnaissance envoyée sur la planète. Cette expédition est composée de quatre personnes : Koenig, Maya, Fraser et Armelle. Sur la planète, l'entité, qui dit s'appeler Vindrus, continue à manipuler Armelle pour que celle-ci emporte avec elle un artefact mystérieux. Durant leur période d'observation sur la planète, les aventuriers découvrent un temple mystérieux, gardé par un Gardien qui l'est tout autant. De retour sur la base lunaire, Koenig remarque le changement de comportement d'Armelle et demande à Tony de la questionner. Armelle, poursuivant les plans de Vindrus, utilise l'artefact qui lui a été remis puis fait sentir à un pilote une fleur qui dégage un arôme narcoleptique et hypnotique. En prenant irrégulièrement le contrôle d'un Aigle transporteur, elle quitte Alpha avec le pilote et retourne sur la planète. De retour dans l'étrange temple de Vindrus, elle suit ses ordres. Le problème de Vindrus est le suivant : son peuple et lui-même existent dans un monde d'antimatière et, pour repeupler la planète, ils ont besoin de changer de monde et de se « matérialiser ». Pour cela, il faut que chaque personne en antimatière échange son corps contre une personne matérielle. Vindrus manipule Armelle de façon qu'elle lance le mécanisme de transmutation matière/antimatière et qu'elle se place dans une cage de verre. Le mécanisme est lancé : Armelle se transforme en antimatière tandis que Vindrus devient corporel. Pendant ce temps, les Alphans ont constaté le vol de l'Aigle transporteur et ont lancé un second Aigle à sa poursuite. Cette seconde expédition, composée de Koenig, Tony et Maya, retourne au temple. Les Alphans rencontrent Vindrus et une lutte s'engage. En fin de compte, à la suite d'une ruse de Koenig qui fait croire à Vindrus qu'Armelle n'a pas été totalement transformée en antimatière, Vindrus regagne la cage de transmutation. Armelle est ramenée dans le monde matériel tandis que Vindrus est retransformé en antimatière. En quittant le temple, Koenig place une charge d'explosif qui doit détoner peu après. Quand les deux Aigles sont sur le départ, le temple explose : la totalité de la planète, composée d'antimatière, disparaît alors ; il ne reste que les deux Aigles et leurs occupants.
- Remarque : au début comme à la fin de l'épisode, sont longuement évoquées les tentatives (ratées) de Tony pour fabriquer de la bière à base de houblon qui a poussé grâce à l’action d'Armelle.

### Épisode 17:Un message d’espoir-1repartie
- Titre original : The Bringers of Wonder - Part 1
- Date de première diffusion : 4 août 1977
- Résumé : L'épisode est le premier d'un diptyque. Koenig expérimente un nouvel appareil qui le rend « mentalement ivre » : il perd tout contrôle de son comportement, fait des loopings avec l'Aigle transporteur et crashe son vaisseau spatial. Il est secouru et emmené à l'infirmerie. Peu après, un vaisseau spatial arrive sur la base. À son bord, il y a une dizaine d'humains qui disent avoir pu bénéficier d'une nouvelle technique de propulsion spatiale et être en état de ramener les Alphans sur la Terre. Ils sont donc porteurs d'un « message d'espoir » car tous les Alphans souhaitent retourner chez eux. L'aspect exceptionnel de cette rencontre est que tous les Terriens sont des amis ou membres des familles d'Alphans : il y a notamment la compagne du Dr Ben, le frère de Tony et l'ex-épouse de Koenig ! Lorsque le commandant Koenig est en état de sortir de l’infirmerie, il se rend au poste de commandement. Quelle n'est pas sa surprise de découvrir que les prétendus Terriens sont en fait des extraterrestres ! Il hurle sa peur et demande à ses compagnons de voir la réalité en face, mais le Dr Russell, croyant à un retour de sa folie récente, le reconduit sous contrainte au centre médical. Les extraterrestres ont compris que Koenig pouvait représenter une menace à leurs plans. L'un d'eux tente donc de le tuer…

### Épisode 18:Un message d’espoir-2epartie
- Titre original : The Bringers of Wonder - Part 2
- Date de première diffusion : 11 août 1977
- Résumé : L'épisode est le second d'un diptyque. Koenig n’est pas tué par l'extraterrestre. Les aliens indiquent à la grande joie des Alphans que trois d'entre eux vont être tirés au sort pour retourner sur Terre. Tony procède au tirage au sort mais, placé sous le contrôle mental des extraterrestres, annonce les noms de trois astronautes choisis par les aliens (l'un des sélectionnés est Alan Carter). Ceux-ci organisent donc le prétendu départ des trois sélectionnés. Les trois hommes pensent retourner sur Terre alors qu'en réalité ils restent sur la Lune, sous le pouvoir hypnotique des aliens. Pendant ce temps Koenig a pu convaincre Helena et Maya de la justesse de ses vues. Il reprend le contrôle du poste de commandement et, alors qu'il s'apprête à maîtriser les aliens, ceux-ci disparaissent soudainement. Koenig apprend que les trois astronautes se sont rendus au centre de dépôt des déchets nucléaires, et que les aliens s'y trouvent aussi. Maya, qui est parvenue à pénétrer par télépathie dans l'esprit d'un des aliens, explique que ces derniers ont très peu d'énergie et qu’ils veulent faire exploser le dépôt de déchets nucléaires afin d'envoyer de l'énergie à leur planète. Une bataille de vitesse s'engage alors pour maîtriser les trois astronautes. Koenig et ses amis gagnent le combat, et les aliens quittent Alpha.

### Épisode 19:L'Élément lambda
- Titre original : The Lambda Factor
- Date de première diffusion : 23 décembre 1976
- Résumé : Alors qu'une entité spatiale arrive à proximité de la Lune, l'infirmière Sally meurt dans des conditions mystérieuses. Koenig et Tony enquêtent et apprennent que la jeune femme ne s'entendait pas avec Caroline. Puis un collègue de Caroline, Mark, meurt lui aussi dans des conditions étranges. Le lien entre les morts étant Caroline, Koenig se demande si c'est cette dernière qui les a tués. On découvre alors qu'avec l’arrivée de l'entité spatiale, Caroline a développé des pouvoirs extra-sensoriels lui permettant de diriger les habitants d'Alpha. Koenig se découvre disposer de pouvoirs extra-sensoriels quasiment identiques à ceux de Caroline. Dans un face-à-face violent, les deux s'affrontent : Caroline perd la confrontation et Koenig redonne aux Alphans leur liberté. Assommée, Caroline est emmenée à l'infirmerie, où probablement elle se réveillera en ayant perdu tous ses souvenirs récents et sans pouvoirs extra-sensoriels.

### Épisode 20:Le Spectre
- Titre original : The Seance Spectre
- Date de première diffusion : 18 août 1977
- Résumé : La planète Tora, qui va entrer en collision avec la Lune, est totalement inhabitable. Mais un petit groupe d'Alphans pense le contraire. ils accusent Koenig de tyrannie et comptent s'emparer du contrôle de la base.

### Épisode 21:Dorzak
- Titre original : Dorzak
- Date de première diffusion : 25 août 1977
- Résumé : Un vaisseau spatial débarque sur Alpha. À son bord un prisonnier, Dorzak, un métamorphe comme Maya, survivant de Psychon.
- Remarque : Le commandant Koenig est absent de cet épisode. Le Docteur Russell nous en donne l'explication dans son rapport du début d'épisode : John Koenig est parti explorer une chaîne d'astéroïdes éventuellement apte à la colonisation.

### Épisode 22:La Planète du diable
- Titre original : Devil’s Planet
- Date de première diffusion : 1er septembre 1977
- Résumé :

À la recherche d'une planète habitable, Koenig atterrit sur Edna. Il y découvre que tous les habitants sont morts mystérieusement, d'un mal qui anéantit en quelques secondes tout leur système nerveux. Les Alphans, eux, semblent immunisés naturellement. En repartant, Koenig explore néanmoins Entra, le satellite d'Edna, qui semble pouvoir accueillir la vie. Brusquement, l'Aigle 1 est privé de tout contrôle et se crashe sur Entra. 
Bien vite, le Commandant s'aperçoit qu'il s'agit d'un pénitencier tenu par des femmes-amazones, qui chassent les prisonniers pour le plaisir. Ceux qui en réchappent peuvent repartir sur Edna. Seuls quelques-uns d'entre eux peuvent se voir gracier pour bonne conduite. Mais, à peine téléportés, ils meurent comme tous les autres. Seulement, aucun des prisonniers restant n'est au courant, et tous veulent tenter leur chance et échapper à leurs terribles geôlières.
Après avoir extrait toutes les informations du cerveau de Koenig, Elysia, la despotique maîtresse des lieux, cherche à séduire Koenig, selon son bon vouloir. Koenig avertit les malheureux de l'horrible sort qui les attend s'ils se téléportent sur leur planète d'origine, mais aucun n'est convaincu, puisque lui est en vie. Elysia fait croire à l'équipe de secours venu d'Alpha récupérer le Commandant que ce dernier est mort, à la suite de l'accident de son vaisseau.
Seul contre toutes, Koenig va se rebeller, fuir, être traqué comme une bête, puis retourner toutes les Amazones et les prisonniers contre Elysia, qui, par excès d'orgueil, va se téléporter pour tuer Koenig, reparti sur Edna. Évidemment, elle succombe au bout de quelques instants. Koenig peut repartir grâce à l'Aigle qui a capté le signal de détresse qu'il a pu enfin envoyer.
- Anecdote : hormis Martin Landau, aucun des acteurs principaux habituels ne joue dans cet épisode, où seuls des extraits vidéos d'épisodes précédents sont rapidement visualisés dans la séquence où Elysia sonde le cerveau de Koenig.

### Épisode 23:Le Syndrome de l’Immunité
- Titre original : The Immunity Syndrome
- Date de première diffusion : 29 octobre 1977
- Résumé : Pendant l'exploration de la planète. Tony tombe sous l'influence d'une créature qui ne peut être vue sous peine d'entraîner la démence. Soudain, la planète devient inhospitalière : la nourriture est empoisonnée, le métal se corrode, les Aigles sont hors d'usage et la base Alpha ne peut être jointe.

### Épisode 24:Les Dorcons
- Titre original : The Dorcons
- Date de première diffusion : 12 novembre 1977
- Résumé : Les Dorcons débarquent sur Alpha et réclament qu'on leur livre Maya. Toute résistance est inutile : l'attaque contre les Dorcons ne donne rien. Dans leur vaisseau, les Dorcons ont l'intention de devenir immortels en utilisant Maya.